# Rapimento alieno di Emilcin
Il rapimento alieno di Emilcin è un presunto caso di rapimento alieno verificatosi nel 1978 in Polonia nella zona di Emilcin, che ha visto come protagonista un anziano agricoltore, Jan Wolski (1907-1990).

## L’incidente
La mattina del 10 maggio 1978 l’agricoltore Jan Wolski, di 71 anni, residente ad Emilcin, stava guidando il suo calesse trainato da un cavallo per andare a lavorare nei campi quando vide due piccoli uomini che camminavano nella sua stessa direzione. Appena il calesse li raggiunse, fecero capire a gesti di volere un passaggio e saltarono a bordo. Secondo il racconto di Wolski, i due erano alti circa 1,50 metri, avevano la pelle verde, gli occhi a mandorla e gli zigomi sporgenti; indossavano indumenti aderenti e neri. Fecero cenno a Wolski di proseguire e cominciarono a parlare tra di loro in una lingua incomprensibile; l’agricoltore pensò che fossero stranieri. Il calesse arrivò in una radura e Wolski vide un veicolo bianco rettangolare lungo quanto un autobus, sospeso a circa 5 metri dal suolo; in ciascuno degli angoli del veicolo era presente un lungo oggetto nero simile ad una punta di trapano, che ruotava facendo rumore. Dal veicolo scese al suolo una specie di ascensore; i due scesero dal calesse e fecero cenno a Wolski di seguirli. L’agricoltore obbedì e salì con loro nel veicolo; entrando attraverso una porta, notò che l’interno era nero e privo di finestre. I due fecero cenno a Wolski di spogliarsi e gli applicarono sul corpo alcuni strumenti simili a piatti. Dopo un po’ gli tolsero gli strumenti e gli fecero cenno di rivestirsi, quindi mangiarono una specie di ghiacciolo, offrendone un po’ a Wolski che rifiutò. Infine gli indicarono l’uscita; Wolski entrò nell’ascensore e uscì dal veicolo. Arrivato a terra, si voltò e vide gli ominidi affacciati sulla porta che lo osservavano, quindi salì sul calesse e andò via. 
Tornato a casa, Wolski raccontò ai familiari l’accaduto; i suoi figli chiamarono i vicini per andare sul posto. Wolski condusse lì il gruppo, che poté verificare che il presunto oggetto era sparito, ma che sull’erba c’erano tracce del passaggio di qualcosa. L’agricoltore tornò a casa, lasciando il gruppo sul posto. Uno dei figli di Wolski dichiarò successivamente di avere visto diverse impronte, ma non riuscì a farne una descrizione precisa.

## L’inchiesta
Due mesi più tardi, Wolski fece una descrizione completa dell’evento davanti al sociologo Henryk Pomorski e alla psicologa Krystyna Adamczyk, che effettuarono un’audio-registrazione delle sue dichiarazioni. L’agricoltore fu poi sottoposto all’università di Łódź ad esami psichiatrici e psicologici a cura del dottor Ryszard Kitlinsky, da cui risultò che era mentalmente stabile e aveva una bassa propensione alla paura. Wolski sottoscrisse anche una dichiarazione giurata sulla veridicità dell’evento davanti al parroco di Emilcin e a due testimoni. 
Un’inchiesta fu condotta anche dall’ufologo Zbigniew Blania-Bolnar, che trovò un altro testimone: la madre di Adas Popiolek, un bambino di sei anni, riferì che il giorno dell’incidente il figlio le aveva detto di avere visto uno strano oggetto sorvolare la sua casa. Qualche mese più tardi, in settembre, un altro testimone, Henryk Marciniak, dichiarò di avere visto lo stesso veicolo e gli stessi ominidi mentre si recava nei boschi con la sua moto in cerca di funghi. Gli ominidi mostrarono interesse per la moto e i funghi, quindi salirono sul veicolo, che volò via senza fare rumore.

## Interpretazioni e dubbi
Secondo l’ufologo Blania-Bolnar, l’esperienza di Wolski non è spiegabile scientificamente. Gli eventi da lui descritti presentano aspetti in comune con i racconti di altri rapimenti alieni, ma l’agricoltore non poteva conoscerli, perché viveva in un villaggio isolato, non aveva televisione né radio e leggeva i giornali solo occasionalmente, quando glieli portava uno dei figli; è pertanto da escludere l’effetto di una suggestione psicologica. Wolski è stato descritto dai vicini come una persona sincera ed era un cattolico praticante, quindi una menzogna deliberata sarebbe da escludere, anche perché non si vede quale vantaggio avrebbe potuto ricavarne. I test psicologici a cui è stato sottoposto hanno escluso problemi mentali. Sarebbe da escludere anche l’ipotesi che l’agricoltore si sia assopito e abbia sognato tutto, perché il cavallo che tirava il calesse era stato acquistato da poco, pertanto non conosceva la strada e Wolski doveva guidarlo costantemente. Secondo alcuni ufologi, l'esperienza riportata da Wolski potrebbe essere interpretata come un caso di presunto rapimento alieno. Tuttavia, non esistono prove scientifiche a supporto di questa ipotesi e la vicenda è oggetto di ampio scetticismo.
Gli scettici hanno invece avanzato dubbi sulla vicenda, anche per l’età avanzata del testimone. Un’inchiesta condotta nel 2013 dallo scettico Bartosz Rdultowski ha messo in luce alcuni aspetti negativi:
- l’inchiesta dell’ufologo Blania-Bolnar avrebbe preso in considerazione solo gli aspetti che potevano confermare la storia, trascurando quelli che potevano smentirla. Inoltre l’interrogatorio dei testimoni sarebbe stato condotto in modo da ricavare conferme della storia, per cui è risultato ad esempio che in realtà il bambino Adas Popiolek non avrebbe visto alcun oggetto sorvolare la casa nello stesso giorno dell’incidente;
- la vicenda di Wolski è stata resa nota da un certo Witold Wawrzonek, un personaggio coinvolto in alcune storie di falsificazioni ufologiche, che venuto a conoscenza della storia avrebbe poi contattato Blania-Bolnar per indagare;
- gli esami psicologici e psichiatrici condotti su Wolski sarebbero stati incompleti ed è stato trascurato il fatto che personaggi della sua famiglia, tra cui suo padre, avrebbero raccontato di avere avuto visioni strane.

Per questi motivi, gli scettici ritengono che la storia di Wolski sia in realtà una bufala.

## Il memoriale
Nel 2005 è stato costruito a Emilcin un memoriale sul luogo dell’avvistamento per commemorare la storia di Jan Wolski, composto da un cubo di metallo in cima ad una roccia su cui è stata posta una targa con la data dell’evento. Si tratta del primo monumento al mondo dedicato ad un presunto rapimento alieno.